# Байрак Олена Миколаївна
Олена Миколаївна Ба́йрак, за прізвищем чоловіка — Смоляр (7 серпня 1957, Полтава — 4 лютого 2018, c. Підпечери, Івано-Франківська область) — український біолог, доктор біологічних наук, професор. Автор природоохоронних фотовиставок, проекту створення регіонального ландшафтного парку «Нижньоворсклянський».

## Біографія
Народилася 7 серпня 1957 року у Полтаві.
1975 р. — закінчила середню школу № 2.
З дитинства полюбляла музику, згодом виявились композиторські здібності. Закінчила дитячу музичну школу № 1 по класу фортепіано, а в 16 років самотужки опанувала ще один музичний інструмент — гітару, що стала її вірною супутницею на все життя, яке було завжди наповнене музикою і піснями.
1976—1979 рр. — і керівником вокально-інструментального ансамблю «Емпіреї», співала в народному хорі «Калина» Полтавського державного педагогічного інституту імені В.Г. Короленка,
1980 р. — заснувала ансамбль політичної пісні «Факел»,
1976—1981 р. — закінчила Полтавський педагогічний інститут (нині Полтавський національний педагогічний університет імені Володимира Короленка), де відтоді й працювала. Пройшла шлях від студентки, асистента кафедри ботаніки до доктора біологічних наук (2001), професора (2003).

## Наукова діяльність
1987 р. — кандидатська дисертація на тему «Лишайники Лівобережної Лісостепової України».
1987—1991 р. — була членом вокальної групи «Джерело» природничого факультету інституту.
Їй належать слова та музика більш як 50 пісень про природу, зібраних на тематичних дисках:
- «Вишукані квіти»,

- «Намалюй мені степ»,

- «Старинный парк»,

- «Мелодії цвітіння».

Які вона майстерно виконувала, адже мала абсолютний музичний слух та неповторний голос. Любов до природи Олена Миколаївна подавала не тільки у віршах і піснях, а й у фотографіях і відеофільмах про раритети флори Полтавщини, екзоти Національного ботанічного саду імені М. М. Гришка НАН України, Устимівський та Криворудський дендропарки тощо.
З початку 90-х років тісно співпрацювала з Міжвідомчою комплексною лабораторією наукових основ заповідної справи Інституту ботаніки імені М. Г. Холодного НАН України і Міністерства екобезпеки України.
Брала участь у створенні понад 150 природно-заповідних об'єктів Полтавської області, завдяки чому площа заповідних територій збільшилась майже в десять разів. Здійснювала моніторинг рослинного світу заповідних об'єктів.
2001 р. — докторська дисертація на тему «Фіторізноманітність Лівобережного Придніпров'я».
З 2001 по 2006 – завідувала кафедрою екології та охорони довкілля.
2006 р. — переїхала до Києва, де рік працювала в Національному ботанічному саду імені М. М. Гришка НАН України провідним науковим співробітником відділу ландшафтного будівництва.
2007—2010 рр. — заступник директора з наукової роботи Наукового Центру екомоніторингу і біорізноманіття мегаполісу НАН України.
2010 р. — директор Центру заповідної справи, рекреації та екологічного туризму.
2012—2018 рр. — до останніх днів очолювала кафедру заповідної справи навчально-наукового інституту економіки та екології природокористування Державної екологічної академії післядипломної освіти та управління.
Напрями наукових досліджень:
- флористика,

- геоботаніка,

- ліхенологія,

- екологія,

- фітоіндикація,

- заповідна справа,

- созологія,

- дендрологія,

- паркознавство,

- екологічна освіта та виховання.

Сформувала власну наукову школу. Під її керівництвом захищено вісім кандидатських дисертацій зі спеціальностей «Ботаніка» та «Екологія».
Автор понад 300 наукових та 50 навчально-методичних публікацій, в тому числі 15 монографій, підручника «Біологія» для вищих навчальних закладів, навчальних програм і посібників, статей у фахових виданнях, збірниках матеріалів конференцій, буклетів, проспектів, календарів.
| «Гармонійне життя — у праці, красі, любові!» |

Широко відомі її книги про поширення рідкісних рослин, рослинний світ і біорізноманіття заповідних територій Полтавщини:
- «Заповідна краса Полтавщини» (1996),

- «В гаю заграли проліски» (1994, 2001),

- «Еталони природи Полтавщини. Розповіді про заповідні території» (2003),

- «Атлас рідкісних і зникаючих рослин Полтавщини» (2005),

- «Парки Полтавщини: історія створення, сучасний стан дендрофлори, шляхи збереження і розвитку» (2007).

- «Моє улюблене дерево. Автобіографічний нарис» (2017).

Засновниця серії науково-популярних видань «Видатні дослідники та природоохоронці України», в якій за період з 2011 по 2016 рр. — вийшли п'ять книг, присвячених відомим ученим-ботанікам.
В ландшафтний парк «Нижньоворсклянський» вчена вкладала душу. Тут були створені екологічно-туристичні маршрути, проводились тематичні екскурсії, закладений фруктовий сад, дендропарк, відкритий “Музей природи і мистецтва”. Місією Олени Миколаївни було звернути увагу на перспективи заповідних об’єктів як пересічного населення, так і влади. Неодноразово вона організовувала наукові експедиції, видавали наукові праці та буклети. 
2012 р. — у запровадженій нею серії видань «Національна екомережа і природно-заповідний фонд України» побачили світ шість вишуканих книжок, серед яких дві про заповідні об'єкти Полтавщини.
Її колега В. М. Самородов  стверджує: вона сьогодні практично найбільший знавець рослинного світу Полтавщини, її стараннями площі заповідних територій нашого краю за останні 20 років збільшилися майже вдесятеро.
У Полтавському краєзнавчому музеї імені Василя Кричевського створено іменний фонд О. М. Байрак, який на сьогодні нараховує близько 500 одиниць. До його складу увійшли ботанічні збори, наукові праці, документи, альбоми з фотовідбитками, особисті речі інше.
Трагічно загинула в автокатастрофі 3 лютого 2018 на Івано-Франківщині. Похована у Полтаві.

## Вшанування пам'яті
У місті Полтава є вулиця Олени Байрак.

## Вибрані праці
- Байрак, О. М. Атлас рідкісних і зникаючих рослин Полтавщини / О. М. Байрак, Н. О. Стецюк. — Полтава: Верстка, 2005. — 248 с.

- Байрак, О. М. Безсудинні рослини Лівобережного Лісостепу України: структурний аналіз, питання охорони, анотований список видів. Грунтові водорості, лишайники, мохоподібні / О. М. Байрак, С. В. Гапон, А. А. Леванець. — Полтава: Ворскла, 1998. — 159 с.

- Байрак, О. М. Заповідними стежинами Лохвицького краю / О. М. Байрак, Т. І. Заболотна, М. В. Слюсар. — 2-ге вид. — Полтава: Дивосвіт, 2012. — 184 с.

- Байрак, О. М. Заповідними стежинами Лохвицького краю  / О. М. Байрак, Т. І. Заболотна, М. В. Слюсар. — Полтава: Дивосвіт, 2011. — 184 с. Байрак, Олена Миколаївна. Конспект флори Лівобережного Придніпров"я: судинні рослини / О. М. Байрак. — Полтава: Верстка, 1997. — 162 с.

- Байрак, О. М. Конспект флори Полтавщини. Вищі судинні рослини / О. М. Байрак, Н. О. Стецюк. — Полтава: Верстка, 2008. — 196 с.

- Байрак, О. М. Парки Полтавщини: історія створення, сучасний стан дендрофлори, шляхи збереження і розвитку  / О. М. Байрак, В. М. Самородов, Т. В. Панасенко. — Полтава: Верстка, 2007. — 276 с.